# Isopeda vasta
Espèce
Synonymes
- Ocypete vasta L. Koch, 1867
- Isopeda conspersula Strand, 1913

Isopeda vasta est une espèce d'araignées aranéomorphes de la famille des Sparassidae.

## Distribution
Cette espèce est endémique du Queensland en Australie.

## Description
La carapace du mâle décrit par Hirst en 1990 mesure 8,8 mm sur 8,2 mm et l'abdomen 9,2 mm de long sur 6,4 mm et la carapace  de la femelle mesure 9,2 mm de long sur 8,6 mm et l'abdomen 13,5 mm de long sur 10,7 mm.

## Publication originale
- L. Koch, 1867 : Beschreibungen neuer Arachniden und Myriapoden. II. Verhandlungen der Kaiserlich-Königlichen Zoologisch-Botanischen Gesellschaft in Wien, vol. 17, p. 173-250 (texte intégral).